# Франкомбат
Франкомбат — французьке бойове мистецтво, подібне до дзюдзюцу. Створене у 1988 році Аленом Басетом (фр. Alain Basset) та Домініком Дюмоленом (фр. Dominique Dumolin).
Франкомбат практикується особливо на півдні Франції. Школи франкомбату є також у Парижі, Бордо та Монтпельє.
Це військове мистецтво базоване на стратегії та на розумінні людського тіла. Інструктори носять червоний одяг, а студенти — зелений.
Навчання франкомбат включає у себе:
- Інтенсивну фізичну підготовку
- Вивчення фіксованих технічних засобів поєдинку, що завжди підпорядковані стратегії, яка має єдину мету: максимальну ефективність.
- Заняття з психологічного контролю